# Mucopolisacaridosis
Las mucopolisacaridosis (MPS) son un grupo de enfermedades metabólicas hereditarias causadas por la ausencia o el mal funcionamiento de ciertas enzimas necesarias para el procesamiento de moléculas llamadas glicosoaminoglicanos o glucosaminglucanos, que son cadenas largas de hidratos de carbono presentes en cada una de nuestras células que ayudan a construir los huesos, cartílagos, tendones, córneas, la piel, el tejido conectivo y el tejido hematopoyético. Este término no caracteriza a una enfermedad sino a un grupo de enfermedades.

## Causas
Las personas que padecen de mucopolisacaridosis no producen suficientes cantidades de una de las 11 enzimas requeridas para transformar estas cadenas de azúcar y proteínas en moléculas más sencillas, o producen enzimas que no funcionan correctamente. Individuos normales al nacimiento. Al pasar el tiempo, estos glicosaminoglicanos se acumulan anormalmente en las células, la sangre y el tejido conectivo. Esto produce daños celulares permanentes y progresivos que afectan el aspecto y las capacidades físicas, los órganos y el funcionamiento del organismo del individuo y, en la mayoría de los casos, el desarrollo mental.
La degradación de mucopolisacáridos (dermatán sulfato, heparán sulfato, queratán sulfato y condroitín sulfato) se produce en los lisosomas de las células de diferentes órganos como el hígado, bazo o vasos sanguíneos.

## Clasificación
Existen varios tipos de mucopolisacaridosis; entre los más representativos están:
- Mucopolisacaridosis tipo I, también denominada gargolismo o enfermedad de Hurler. Existe un defecto de la enzima α-1-iduronidasa. Estos niños pueden vivir hasta la adolescencia y presentan talla baja, deformidades óseas, retraso mental, hepatomegalia, alteraciones oculares y facies de gárgola.
- Mucopolisacaridosis tipo II o Enfermedad de Hunter. Existe un déficit de la enzima denominada sulfatasa del iduronato. Produce también alteraciones en el desarrollo físico y mental del niño.
- Mucopolisacaridosis tipo III o síndrome de Sanfilippo.
- Mucopolisacaridosis tipo IV o síndrome de Morquio.
- Mucopolisacaridosis tipo VI o síndrome de Maroteaux-Lamy.
- Mucopolisacaridosis tipo VII o síndrome de Sly.